# Tephrina geminata
Tephrina geminata är en fjärilsart som beskrevs av W. Warren 1897. Tephrina geminata ingår i släktet Tephrina och familjen mätare. Inga underarter finns listade i Catalogue of Life.